# Socha svatého Antonína Paduánského (Medlešice)
Pozdně barokní pískovcová socha svatého Antonína Paduánského od neznámého autora z 2. poloviny 18. století se nalézá mezi dvěma vzrostlými kaštany v polích u pravoúhlé zatáčky silnice vedoucí z Medlešic do vesnice Markovice asi 1 km jihozápadně od centra vesnice Medlešice v okrese Chrudim. Socha je od 11. února 2005 chráněna jako nemovitá kulturní památka ČR.

## Popis
Socha svatého Antonína Paduánského stojí v kolmé zatáčce silnice v polích, mezi dvěma mohutnými jírovci. Portugalský františkán ze 13. století je zobrazen jako mladý řeholník klečící před Ježíškem, který se mu podle legendy zjevil.
Mezi dvěma jírovci stojí na pískovcovém základě čtyřhranný podstavec, nahoře okosený profilováním.
Na podstavci je umístěn pilíř s boky ozdoběnými volutami a zakončený nahoře profilovanou římsou ve středu obloukovitě vzhůru vzepjatou. Čelní stranu pilíře zdobí reliéfní alianční znak v rokajové kartuši, završený korunou.
Na profilované římse pilíře stojí nízký profilovaný podstavec, na kterém klečí postava světce v podobě mladého mnicha. Prostovlasý světec je oděn v mnišském rouchu s cingulem. Pravou ruku se opírá loktem o pilířek, na němž na oblačné kupě stojí drobná soška nahého Ježíška s přehozenou rouškou. Světec vzhlíží vzhůru k hlavičce Ježíška.

## Fotogalerie

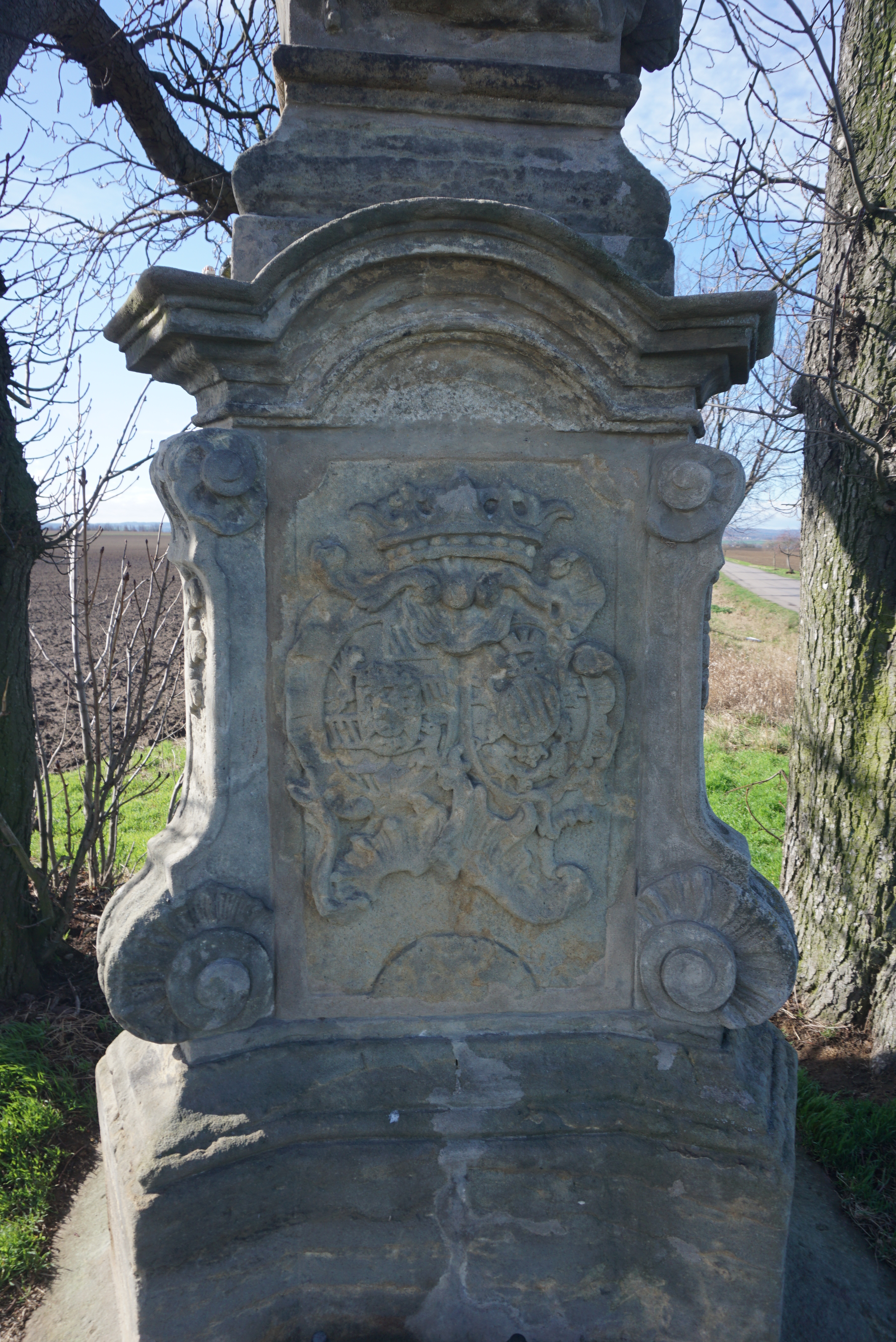
detail pilíře
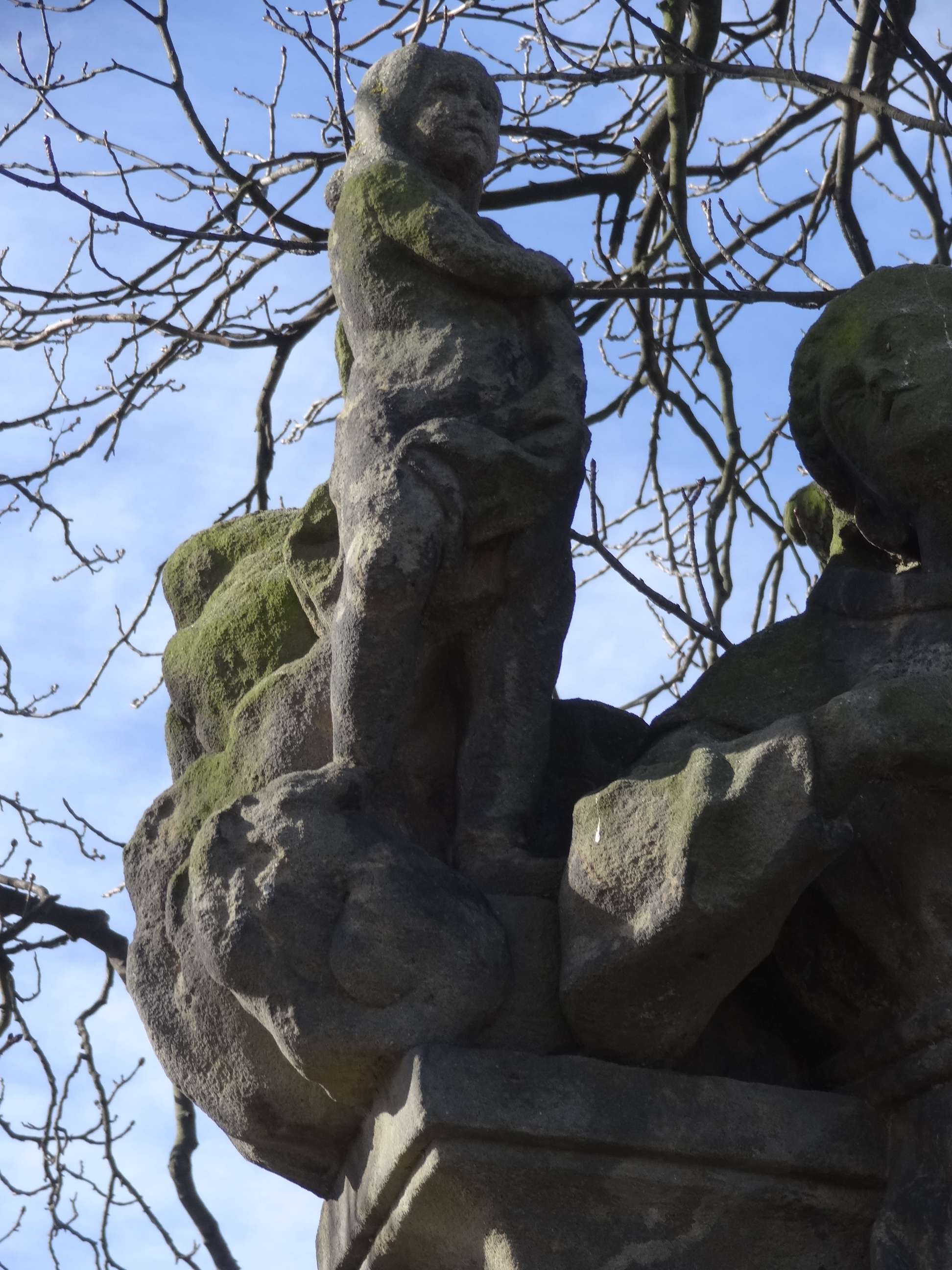
detail sochy Ježíška
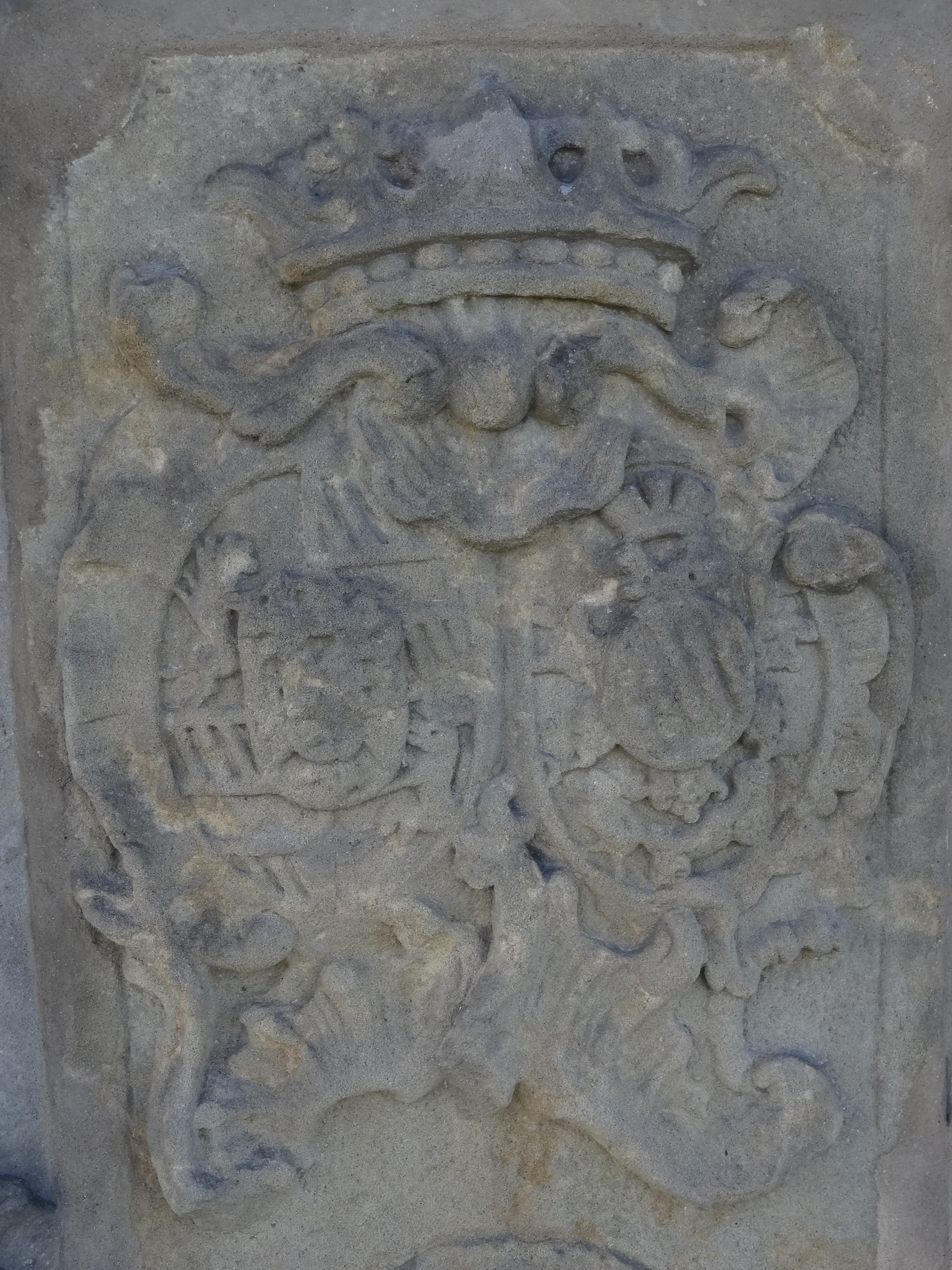
detail erbu na pilíři
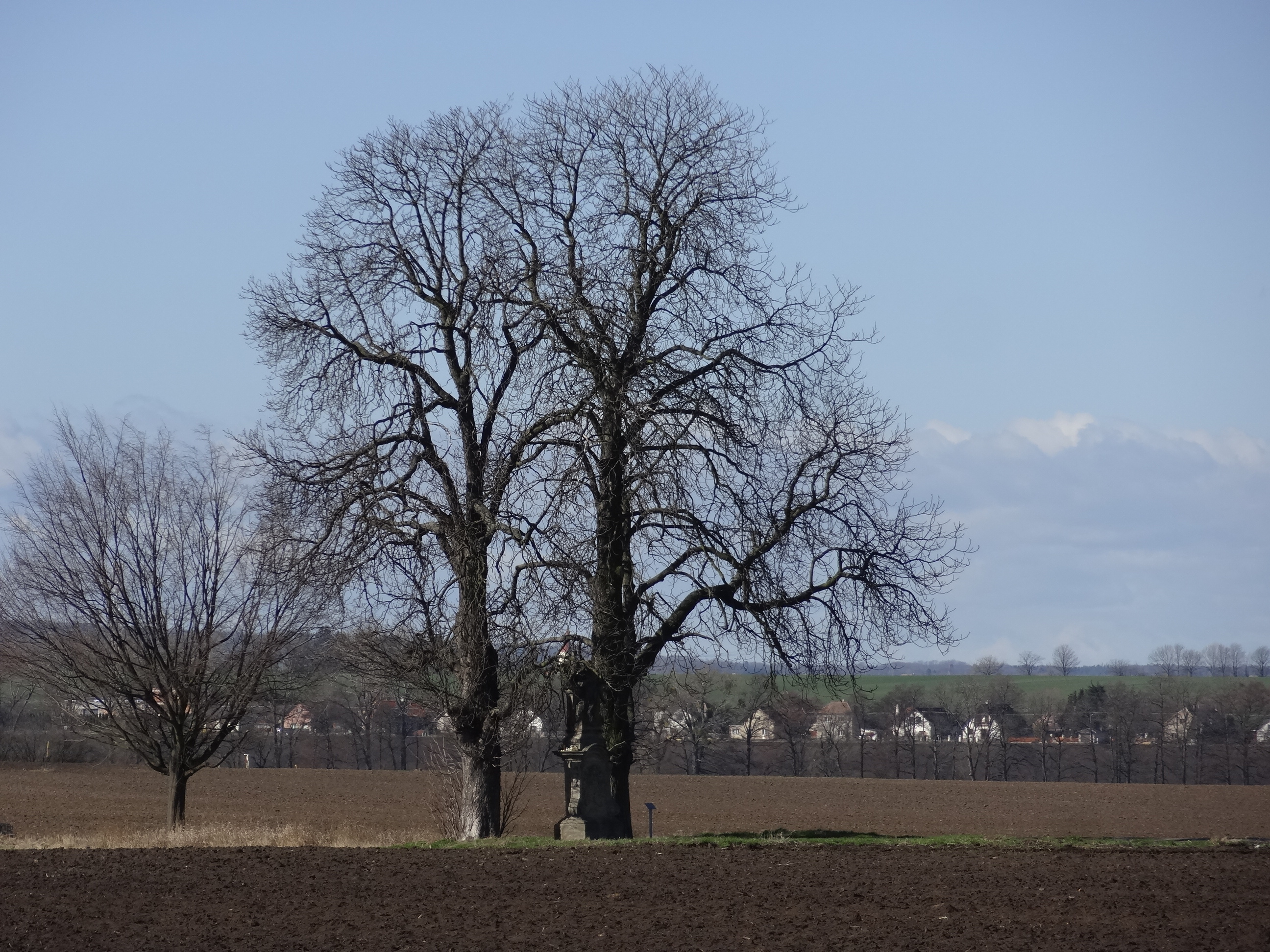
celkový pohled na sochu